# خوسيه لويس سيلفا
خوسيه لويس سيلفا (بالإسبانية: José Luis Silva)‏ (7 يناير 1991 بمحافظة سانتياغو في تشيلي - ) هو مدرب كرة قدم ولاعب كرة قدم تشيلي في مركز الوسط. شارك مع منتخب تشيلي تحت 20 سنة لكرة القدم. أما مع النوادي، فقد لعب مع إيفرتون دي فينا ديل مار ونادي أونيفرسيداد دي تشيلي ونادي أوهيجينس وكوريكو يونيدو وAthens Kallithea F.C. ‏ وديبورتيس ماجالانز وديبورتيس إيكيكي ورينجرز دي تالكا.

## وصلات خارجية
- خوسيه لويس سيلفا على موقع قاعدة بيانات كرة القدم.إي يو (الإنجليزية)
- خوسيه لويس سيلفا على موقع Soccerway.com (الإنجليزية)
- خوسيه لويس سيلفا على موقع AS.com (الإسبانية)